# Club de handball en Belgique
En Belgique, on compte un total de 95 clubs sur l'ensemble du territoire en 2014, la province comptant le plus de club est la Province de Liège, berceau du handball belge  qui compte 21 clubs, suivis de la Province de Limbourg qui compte 20 clubs, les provinces qui compte le moins de clubs sont la Province de Namur et la Province du Luxembourg qui comptent 0 club, mais compte des clubs en formations géré par la LFH.

## LFH
Ci-dessous la liste des clubs affiliées à la Ligue francophone de handball (LFH), cette liste comprend 34 clubs et les clubs en formation avec 22 clubs.

### Province du Brabant wallon et Région de Bruxelles
La Province du Brabant wallon compte 4 clubs, plus les clubs de la Région de Bruxelles-Capitale qui compte 2 clubs, plus le HC Kraainem, club du Brabant flamand affilié à la  LFH.
- AHC Braine-Ottignies, fondé en 2008
- Brussels HC, fondé en 2008
- HC Kraainem, fondé en 2006
- HC Perwez, fondé en ?
- HSC Tubize, fondé en ?
- United Brussels HC, fondé en 2011
- Waterloo ASH, fondé en 1985

### Province de Hainaut
La Province de Hainaut compte 7 clubs.
- Entente du Centre CLH, fondé en 1970
- EHC Tournai, fondé en 1974
- HBC Charleroi-Ransart, fondé en ?
- HC Mouloudia, fondé en ?
- HC Mouscron, fondé en ?
- HC Silly, fondé en ?
- SHC Mont-sur-Marchienne, fondé en 1963

.

### Province de Liège
La Province de Liège compte 17 clubs.
- Fémina Visé, fondé en 1986
- Fémina GH, fondé en 2019
- Handball Villers 59, fondé en 1959
- HC Amay, fondé en 1962
- Liège HC, fondé en 2005
- HC Eynatten-Raeren, fondé en 1972
- HC Herstal, fondé en 2019
- HC Malmedy, fondé en 1982
- HC Sprimont, fondé en 1988
- HC Verviers, fondé en 1985
- HC Visé BM, fondé en 1954
- Jeunesse Jemeppe, fondé en 1961
- JS Herstal, fondé en 1935
- KTSV Eupen 1889, fondé dans les années 1920
- ROC Flémalle, fondé en 2010
- Renaissance Montegnée, fondé en 1967
- Union beynoise, fondé en 1921

### Province du Luxembourg
La Province du Luxembourg compte 3 clubs.
- HC Arlon
- HC Saint-Hubert
- NCHC Bastogne

### Province de Namur
La Province de Namur compte 7 clubs.
- HBC Namur
- Handball Ciney
- HBC Mettet
- HC Floreffe
- HBC Assesse
- HBC Beauraing
- HSC Godinne

## VHV
Ci-dessous la liste des clubs affiliées à la Vlaamse Handbal Vereniging (VHV) ou en français à l'Association flamande de handball, cette liste comprend 61 clubs.

### Province d'Anvers
La Province d'Anvers compte 12 clubs.
- Brasschaat HC
- DHW Antwerpen, fondé en 1933
- HC Heist-op-den-Berg, fondé en ?
- HC Rhino, fondé en 1973
- HC 'T Noorden, fondé en 2003
- HC Schoten, fondé en ?
- HC Welta Bonheiden, fondé en ?
- HVH Zandvielt, fondé en ?
- HV Uilenspiegel Wilrijk, fondé en 1947
- KV Sasja HC Hoboken, fondé en 1958
- Olse Merksem HC, fondé en 1958
- Welta Mechelen, fondé en 1950

### Province du Brabant flamand
La Province du Brabant flamand compte 5 clubs.
- Groot-Bijgaarden Sportkring
- HC Aarschot
- HC Atomix
- HC Leuven
- HC Leuven Tigers - Boutersem

### Province de Flandre-Occidentale
La Province de Flandre-Occidentale compte 11 clubs.
- Apolloon Kortrijk
- Apolloon Kuurne
- Apolloon Wevelgem
- Desselgemse HC
- DHT Middelkerke-Izegem
- HBC Izegem
- HC Harelbeke
- HC Olva Brugge
- Knack HBT Roeselare
- Knack HBT Staden
- Thor Middelkerke

### Province de Flandre-Orientale
La Province de Flandre-Orientale compte 13 clubs.
- DHC Waasmunster
- Elita Lebbeke
- HBC Brabo Denderbelle
- HBC Dendermonde
- HBC Evergem
- HC Aalst
- HC Atilla Temse
- HC Don Bosco Gent
- HC Eeklo
- HC Elita Buggenhout
- HC Groot Belare
- HKW Waasmunster
- HKW Lokeren

### Province de Limbourg
La Province de Limbourg compte 20 clubs.
- Achilles Bocholt
- Achilles Grote-Brogel
- DHC Meeuwen
- HB Sint-Truiden
- HC Hades Hamont-Achel
- HC Hannibal Tessenderlo
- HC Maasmechelen 65
- HC Opglabbeek
- HC Overpelt
- HC Pentagoon Kortessem
- HHV Meeuwen
- HV Arena
- HV Lommel
- Initia HC Hasselt
- Kreasa HB Houthalen
- Real Kiewit
- Rode Ster Gingelom
- Sporting Neerpelt-Lommel
- UH Bilzen
- United HC Tongeren